# Devotchka ishchet otsa
Uma menina busca seu pai (rU:Девочка ищет отца / Devochka ishchet otsa) é um drama produzido na União soviética em 1959 por Yuri Bulychyov,  dirigido por  Lev Golub, sendo protagonizdo por  Anna Kamenkova, Vladimir Guskov, Nikolai Barmin. Escrito Konstantin Gubarevich, Yevgeni Ryss. baseado no livro homônimo. Companhia produtora Belarusfilm.

## Elenco
- Anna Kamenkova como Lena
- Vladimir Guskov
- Nikolai Barmin
- Vladimir Dorofeyev
- Anna Yegorova
- Evgeniy Grigorev
- Nina Grebeshkova
- Konstantin Bartashevich
- Viktor Uralskiy
- Evgeniy Polosin
- Ivan Shatillo como Commissário

## Premiações
- Festival Internacional de Cinema de Mar del Plata , 1960. Melhor atriz infantil (Anna Kamenkova). Título em em espanhol : Uma Niña Busca a Su Padre.
- The 25th Annual Bengal Film Journalists' Association,  1Os dez melhores filmes estrangeiros de 1962. Título em ingles: Girl Seeks Father.